# Cyperus podocarpus
Cyperus podocarpus är en halvgräsart som beskrevs av Johann Otto Boeckeler. Cyperus podocarpus ingår i släktet papyrusar, och familjen halvgräs. IUCN kategoriserar arten globalt som livskraftig. Inga underarter finns listade i Catalogue of Life.